# Abdelkáder Horr
Abdelkáder Horr (Algír, 1953. november 10. – ) algériai válogatott labdarúgó.

## Pályafutása

### Klubcsapatban
1973 és 1983 között a DNC Alger  csapatában játszott. 

### A válogatottban
1978 és 1982 között 37 alkalommal szerepelt az algériai válogatottban és 2 gólt szerzett. Részt vett az az 1980-as és az 1982-es afrikai nemzetek kupáján, illetve az 1982-es világbajnokságon.

## Sikerei, díjai
Algéria
- Afrikai nemzetek kupája döntős (1): 1980